# 李友秀
李友秀（1909年—），女，江西兴国人，中华人民共和国政治人物，全国三八红旗手，第一、二、三、四、五届全国人大代表，中共八大代表。